# Thung lũng Rogue

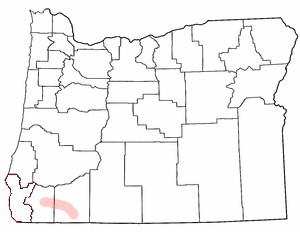
Thung lũng Rogue (có vệt màu hồng nhạt) tại tây nam Oregon

Thung lũng Rogue là một vùng sản xuất gỗ và nông nghiệp nằm trong tây nam tiểu bang Oregon của Hoa Kỳ. Nó nằm dọc ngay giữa Sông Rogue và các sông nhánh trong các quận Josephine và Jackson. Thung lũng hình thành trung tâm kinh tế và văn hóa của miền nam Oregon gần ranh giới California. Các cộng đồng lớn nhất trong Thung lũng Rogue gồm có Medford, Ashland, và Grants Pass. Phần đông dân nhất của Thung lũng không nằm dọc trong khu vực Sông Rogue nhưng nằm dọc một nhánh sông nhỏ hơn (Lạch Bear).
Thung lũng hình thành một khu vực kép kín tương đối bị cô lập ở phía tây Dãy núi Cascade, dọc theo sườn bắc của Dãy núi Siskiyou. Nó bị chia cắt khỏi duyên hải lân cận bởi một đoạn cao của Dãy núi Duyên hải Nam Oregon. Thung lũng có đặc điểm khí hậu ôn hòa thích hợp cho mùa trồng trọt kéo dài, đặc biệt là nhiều loại trái cây và hạt. Một nền công nghiệp sản xuất nhỏ có trung tâm ở Medford. Trong những năm vừa qua, khu vực này đã lộ diện như là một vùng phát triển về làm rượu. Nó là vị trí của Khu vực trồng nho Mỹ tại miền nam Oregon. Khí hậu ôn hòa và tương đối cô lập đã làm cho thung lũng trở thành một nơi hồi hưu ưa chuộng. Cộng đồng Ashland rất nổi tiếng vì có Lễ hội Shakespeare Oregon. Xa lộ Tiểu bang 5 theo lối thung lũng đi qua Ashland và Medford.

## Lịch sử
Đầu thế kỷ 19 trước khi người định cư Âu-Mỹ đến, thung lũng sông đã có người Shasta, Takelma, và các bộ lạc người bản thổ Sông Rogue sinh sống. Những nhà buôn da thú xưa kia đã đặt tên con sông này là "River of the Rogues". Một dòng người định cư da trắng bắt đầu đổ vào thung lũng sau Đao luật Ban phát đất dành cho mỗi cặp vợ chồng 320 mẫu Anh (2,6 km²) đất. Giữa năm 1836 và 1856, thung lũng là nơi diễn ra các cuộc xung đột đẫm máu giữa người định cư da trắng và bộ lạc Sông Rogue. Năm 1851 vàng được tìm thấy trong vùng núi lân cận. Hoạt động tìm vàng có trung tâm đặt tại thị trấn mà ngày nay đã được trùng tu là Jacksonville ở phía tây Medford. Vào đỉnh điểm của cơn sốt vàng, khoảng $70 triệu đô la từ vàng đã được đào lên tại thung lũng này.